# بارباتوواتس
بارباتوواتس (به صربی: Barbatovac) یک منطقهٔ مسکونی در صربستان است که در بلاتسه واقع شده‌است. بارباتوواتس ۳۵۶ نفر جمعیت دارد.